# 第6屆走鐘獎
第6屆走鐘獎（英語：6th Walk Bell John Awards，縮寫：6th WBJ），是2024年網路影音創作的年度盛事，專為YouTuber以及新媒體創作者所設立，頒獎典禮於2024年10月26日在國立臺灣大學綜合體育館舉行。
第六屆走鐘獎將首次開放亞洲其他地區網路影音創作加入投稿，包括新加坡、馬來西亞、韓國等地方創作者，希望能看到更多元與來自不同文化創作者的作品，也期待走鐘獎能與所有創作者們一起在創作的領域持續精進。
Joeman與中指通各獲得2項獎項，並列獲獎最多者；J-Bao賤葆與The DoDo Men－嘟嘟人則以6項提名並列提名最多。Joeman獲得「年度個人創作者獎」，而The DoDo Men－嘟嘟人則獲得「年度團體創作者獎」。年度最高榮譽「年度最佳影片獎」則由《山道猴子的一生（下集）》獲得。

## 典禮資訊

### 播出平台
於走鐘獎YouTube頻道直播

### 主題
第六屆走鐘獎以「擁抱多元，無可取代。」為主題，強調在多元媒體與創作工具迅速發展的時代，創作者應在眾多可能性中展現獨特性與核心價值。
主視覺設計採用金屬銀為主色，搭配螢光橘與螢光黃綠，呈現超現實氛圍。畫面中結合金屬質感的植物與草地，營造出具科技感又充滿生機的空間；而螢光橘色的天空則為整體視覺注入一股清新溫暖的氛圍。
LOGO與標語則以醒目的螢光黃綠呈現，如同路標般引領方向，象徵創作者在資訊爆炸中尋找自我定位的過程。

### 授予對象
- 影片範圍：2023/7/1 -2024/06/30 期間內所發布於限定平台之原創影片[1]。
- 影片來源平台：LINE VOOM、YouTube、Facebook、Instagram、Twitch、TikTok，且在以上平台為亞洲區註冊之創作者[1]。
- 短影音獎項投稿影片為上述限制來源平台之九十秒內影片[1]。
- 「潛力新星獎」僅限定以下平台及門檻：YouTube訂閱數 30 萬以下、Instagram 與 Facebook 合計追蹤數 60 萬以下、Twitch 追蹤數 5 萬以下、TikTok 粉絲數 30 萬以下、於 2023/1/1~12/31 期間內創立 LINE VOOM 帳號且追蹤數 5 千以上[1]。

### 入圍
「潛力新星獎」、「年度個人創作者獎」及「年度團體創作者獎」的評分包含評審評分與觀眾票選兩部分，觀眾票選於2024年8月1日至2024年8月14日進行。

### 變革
本屆走鐘獎評審機制由走鐘獎委員會共同研擬，也為評審團組成及評審機制建立更完善的標準，明確定義所有獎項內各獎項的投稿說明及評審要件，讓評審與創作者都可以一目瞭然每個獎項的屬性，並讓評審團成員評選出最符合獎項意義的作品。同時本屆由創辦人呱吉擔任評審長，將與評審團成員們共同為走鐘獎評選出更多優秀得獎作品。
第六屆走鐘獎為首次採取付費入場機制，觀眾須透過KKTIX購票才能進場，票價為新台幣300元，共規劃11個座位區。此舉打破以往免費索票模式，為典禮帶來制度上的轉變。主辦人呱吉在典禮中表示，籌備期間面臨場地調度困難，並坦言走鐘獎並無政府資源支持，須自行尋找合適場地與時段，最終因與同志大遊行撞期而延後至10月26日舉辦。執行委員會成員之一千千也在台上直言：「門票真的賣得很辛苦。」坦承售票策略面臨挑戰，但強調團隊仍投入全力籌備典禮。

### 獎項更動
第六屆共有 29 個獎項，分別為：
- 內容類：18 個獎項
- 技術類：8 個獎項
- 個人類：3 個獎項

## 走鐘獎執行委員會委員名單
- 6tan
- Dcard Akimo
- 千千
- 百靈果
- 阿滴
- 呱吉
- 黃氏兄弟

以字母及筆畫順序排列

## 評審團名單
| - Janice - 泥泥學姐 - Joeman - Sandra - Sunny - 小施 - 中指通 & 之之 - 志銘與狸貓 - 呱吉 - 明明 Ming - 金針菇 - 阿緯 | - Lawrence - 美麗本人 - 家寧 - 徐海莉 - 壹加壹 Lean - 超認真少年 - 黃明志 - 賈培德 - 電商人妻 - 劉亮佐 - 白癡公主 - 顏宥騫 |

共 24 位，以字母及筆畫順序排列

## 評分標準
| 類別     | 獎項             | 評分標準                                                                      |
| -------- | ---------------- | ----------------------------------------------------------------------------- |
| 內容類   | 哈哈哈哈獎       | 創意：40% 趣味性：60%                                                         |
| 內容類   | 有夠烙賽獎       | 創意：50% 趣味性：50%                                                         |
| 內容類   | 運動健身獎       | 內容：40% 剪輯：20% 運動精神：40%                                             |
| 內容類   | 生活風格獎       | 內容：40% 剪輯：30% 個人風格：30%                                             |
| 內容類   | 金頭腦獎         | 內容：40% 剪輯：20% 表演力：20% 節目形式：20%                                 |
| 內容類   | 生命貢獻獎       | 內容：40% 剪輯：10% 挑戰性：50%                                               |
| 內容類   | 說走就走獎       | 內容：40% 剪輯：30% 風格：30%                                                 |
| 內容類   | 以食為天獎       | 內容：40% 剪輯：20% 表演力：30%                                               |
| 內容類   | 可以色色獎       | 內容：40% 剪輯：20% 讓世界和平的程度：40%                                     |
| 內容類   | 無情工商獎       | 內容：40% 剪輯：20% 產品推廣：40%                                             |
| 內容類   | 親手做的獎       | 內容：20% 剪輯：10% 創意：40% 手作能力：30%                                   |
| 內容類   | 一級玩家獎       | 內容：40% 剪輯：30% 表演力：30%                                               |
| 內容類   | 訪到心坎獎       | 內容：40% 剪輯：10% 主持技巧：30% 節目形式：20%                               |
| 內容類   | 最佳MV獎         | 內容（音樂）：40% 剪輯（視覺呈現）：30% 技巧性：30%                           |
| 內容類   | 好好聽音樂獎     | 內容（音樂）：40% 剪輯（視覺呈現）：40% 創意：20%                             |
| 技術類   | 最佳攝影獎       | 內容（美感，如構圖）：40% 運鏡：30% 技巧加分（如特殊取景方式、照明等等）：30% |
| 技術類   | 最佳剪輯獎       | 內容（如剪接節奏）：60% 後製技巧加分（如調色、特效運用等等）：40%             |
| 技術類   | 最佳動畫獎       | 內容：40% 剪輯：30% 創意：30%                                                 |
| 技術類   | 最佳節目獎       | 內容：30% 節目形式：40% 系列延續性：30%                                       |
| 技術類   | 最佳戲劇獎       | 內容：40% 剪輯：20% 趣味性：20% 創意：20%                                     |
| 技術類   | 年度最佳影片獎   | 內容：40% 傳播力：30% 影響力：30%                                             |
| 技術類   | 最佳製作人獎     | 節目形式：40% 節目難度：40% 創意：20%                                         |
| 技術類   | 最佳影響力獎     | 內容：30% 傳播力：30% 改變社會的能量：40%                                     |
| 短影片類 | 最佳娛樂短影片獎 | 內容：40% 剪輯：20% 趣味性：20% 創意：20%                                     |
| 短影片類 | 最佳情報短影片獎 | 內容：40% 剪輯：20% 表演力：20% 創意：20%                                     |
| 短影片類 | 最佳音樂短影片獎 | 內容：40% 剪輯：20% 表演力：20% 洗腦：20%                                     |
| 個人類   | 年度個人創作者獎 | 內容：40% 傳播力：20% 影響力或創意：20% 獨特風格：20%                         |
| 個人類   | 潛力新星獎       | 內容：40% 發展潛力：30% 值得鼓勵：30%                                         |
| 個人類   | 年度團體創作者獎 | 內容：40% 傳播力：20% 影響力或創意：20% 團隊風格：20%                         |

## 多項提名與得獎統計

### 多項提名
以頻道名義計算，列出2項或以上入圍者
| 提名數 | 頻道                                 | 提名獎項                                                                           |
| ------ | ------------------------------------ | ---------------------------------------------------------------------------------- |
| 6      | J-Bao賤葆                            | 親手做的獎、有夠烙賽獎、無情工商獎、好好聽音樂獎、最佳MV獎、最佳製作人獎           |
| 6      | The DoDo Men - 嘟嘟人                | 說走就走獎、生命貢獻獎、最佳剪輯獎、最佳製作人獎、年度最佳影片獎、年度團體創作者獎 |
| 5      | Joeman                               | 以食為天獎、金頭腦獎、可以色色獎、最佳節目獎、年度個人創作者獎                     |
| 4      | 超認真少年Imserious                  | 金頭腦獎、無情工商獎、最佳節目獎、年度個人創作者獎                                 |
| 4      | 阿翰po影片                           | 無情工商獎、哈哈哈哈獎、最佳戲劇獎、年度個人創作者獎                               |
| 3      | 志祺七七 X 圖文不符                  | 訪到心坎獎、最佳製作人獎、最佳情報短影片獎                                         |
| 3      | 谷阿莫Life                           | 親手做的獎、生命貢獻獎、年度最佳影片獎                                             |
| 3      | Zoebitalk肉比頭                      | 說走就走獎、最佳娛樂短影片獎、年度團體創作者獎                                     |
| 3      | 好味小姐腦波弱                       | 以食為天獎、年度最佳影片獎、年度團體創作者獎                                       |
| 3      | HowFun                               | 有夠烙賽獎、運動健身獎、最佳戲劇獎                                                 |
| 3      | 黃明志（The Geebai Team 擊敗人團隊） | 生命貢獻獎、最佳MV獎、最佳製作人獎                                                 |
| 3      | 海邊過日子 Living by satoumi         | 生活風格獎、最佳影響力獎、最佳節目獎                                               |
| 2      | 西西歪 Ccwhyao                       | 訪到心坎獎、潛力新星獎                                                             |
| 2      | 黃小潔Jerry                          | 親手做的獎、生活風格獎                                                             |
| 2      | Celine and Cynthia 不只是旅行        | 說走就走獎、最佳攝影獎                                                             |
| 2      | 上班不要看 NSFW                      | 有夠烙賽獎、可以色色獎                                                             |
| 2      | 中指通                               | 有夠烙賽獎、可以色色獎                                                             |
| 2      | 壹加壹                               | 生命貢獻獎、最佳攝影獎                                                             |
| 2      | 練健康 LKK Wellness                  | 生命貢獻獎、運動健身獎                                                             |
| 2      | 蔡阿嘎（大頭佛工作室）               | 可以色色獎、年度個人創作者獎                                                       |
| 2      | 林嘉凌 薔薔Maze                      | 可以色色獎、年度個人創作者獎                                                       |
| 2      | 沒有營養的生活智慧王                 | 無情工商獎、最佳娛樂短影片獎                                                       |
| 2      | 大蛇丸                               | 運動健身獎、年度個人創作者獎                                                       |
| 2      | WACKYBOYS 反骨男孩                   | 運動健身獎、最佳影響力獎                                                           |
| 2      | 陳建瑋 Jacky Chen                    | 好好聽音樂獎、最佳MV獎                                                             |
| 2      | 試當真Trial & Error                  | 最佳MV獎、最佳戲劇獎                                                               |
| 2      | 有特色的帥哥                         | 最佳剪輯獎、最佳娛樂短影片獎                                                       |
| 2      | 哇係黑龍                             | 最佳影響力獎、年度個人創作者獎                                                     |
| 2      | Chairman椅人                         | 最佳影響力獎、潛力新星獎                                                           |
| 2      | Eric Duan                            | 最佳影響力獎、年度最佳影片獎                                                       |
| 2      | Dcard Video                          | 最佳節目獎、年度團體創作者獎                                                       |

### 得獎統計
| 得獎數量 | 頻道                          | 得獎獎項                     |
| -------- | ----------------------------- | ---------------------------- |
| 2        | Joeman                        | 最佳節目獎、年度個人創作者獎 |
| 2        | 中指通                        | 有夠烙賽獎、可以色色獎       |
| 1        | Onion Man                     | 一級玩家獎                   |
| 1        | 我是Mana                      | 訪到心坎獎                   |
| 1        | 黃小潔Jerry                   | 親手做的獎                   |
| 1        | 昆蟲擾西吳沁婕Dee the bugbuff | 說走就走獎                   |
| 1        | 肥波開吃啦                    | 以食為天獎                   |
| 1        | 超認真少年Imserious           | 金頭腦獎                     |
| 1        | 練健康 LKK Wellness           | 生命貢獻獎                   |
| 1        | 沒有營養的生活智慧王          | 無情工商獎                   |
| 1        | Stand up, Brian! 博恩站起來！ | 哈哈哈哈獎                   |
| 1        | 哲睿Jerry                     | 運動健身獎                   |
| 1        | 海邊過日子 Living by satoumi  | 生活風格獎                   |
| 1        | 美麗本人                      | 好好聽音樂獎                 |
| 1        | J-Bao賤葆                     | 最佳MV獎                     |
| 1        | CLC 陳的生活頻道              | 最佳攝影獎                   |
| 1        | SIKA                          | 最佳動畫獎                   |
| 1        | 放火 Louis                    | 最佳剪輯獎                   |
| 1        | The Geebai Team 擊敗人團隊    | 最佳製作人獎                 |
| 1        | WACKYBOYS 反骨男孩            | 最佳影響力獎                 |
| 1        | HowFun                        | 最佳戲劇獎                   |
| 1        | 有特色的帥哥                  | 最佳娛樂短影片獎             |
| 1        | 小尾巴                        | 最佳情報短影片獎             |
| 1        | 張洋洋洋                      | 最佳音樂短影片獎             |
| 1        | Eric Duan                     | 年度最佳影片獎               |
| 1        | Gshan吉祥                     | 潛力新星獎                   |
| 1        | The DoDo Men - 嘟嘟人         | 年度團體創作者獎             |

## 頒獎和表演嘉賓

### 頒獎嘉賓（按出場順序排列）
| 姓名                             | 頒獎                                                 |
| -------------------------------- | ---------------------------------------------------- |
| 6tan、鳥屎、恩熙俊、阿達         | 一級玩家獎、有夠烙賽獎、無情工商獎                   |
| Eko、Sandra、七分編              | 親手做的獎、金頭腦獎、訪到心坎獎                     |
| 李多慧、Joeman                   | 運動健身獎、說走就走獎                               |
| 孫生、金針菇                     | 哈哈哈哈獎、以食為天獎                               |
| 中指通、赤鬼伯伯                 | 生命貢獻獎、可以色色獎                               |
| Dizzy Dizzo 蔡詩芸、Starr 陳星翰 | 生活風格獎、好好聽音樂獎、最佳MV獎                   |
| The Do Do Men                    | 最佳攝影獎、最佳動畫獎                               |
| 志祺、白癡公主                   | 最佳剪輯獎、最佳戲劇獎、最佳節目獎                   |
| Icy、雨群、串串李川              | 最佳娛樂短影片獎、最佳情報短影片獎、最佳音樂短影片獎 |
| 邰智源、阿翰                     | 最佳製作人獎、最佳影響力獎、年度最佳影片獎           |
| 騏哥、蛇丸、Fred、胡椒、洋蔥     | 潛力新星獎、年度個人創作者獎、年度團體創作者獎       |

### 現場表演（按出場順序排列）
| 姓名     | 角色   | 表演内容           |
| -------- | ------ | ------------------ |
| 黃明志   | 表演者 | 開場表演           |
| 歐耶老師 | 表演者 | 脫口秀｜堅持無意義 |

## 爭議與反應

#### 最佳動畫獎爭議
YouTuber 微疼於社群平台發文質疑評審標準，表示「其他入圍頻道90％都是動畫的，卻輸給了頻道只有一支動畫的SIKA」，並宣布將不再投稿該獎項。
獲獎頻道 SIKA 的創辦人翁煌德在臉書粉專回應指出，本屆「最佳動畫獎」評比的是單支動畫作品，而非動畫頻道本身，並盼望創作者不要因其得獎而對走鐘獎失去信心。
主辦方及評審長呱吉則回應，強調走鐘獎核心在於鼓勵原創與創意創作，並以木棉花頻道為例表示，“若宮崎駿同意授權參賽，也將尊重其作品參賽”的開放態度。

#### 門票收費反應
本屆典禮票券銷售情形引發網友熱議。有PTT網友發現，距離典禮開始僅剩數小時，仍有多個區域門票尚未售罄，質疑走鐘獎聲勢是否已不如以往。相關討論認為典禮逐漸趨向「小圈圈自嗨」，缺乏一般觀眾吸引力，並指出第四屆可能為其熱度高峰。部分評論更建議活動應「見好就收」。這些聲音反映出觀眾對於走鐘獎未來定位與規模的不同期待。

## 外部連結
- 走鐘獎官方網站 （页面存档备份，存于）
- YouTube上的走鐘獎頻道（繁體中文）
- 走鐘獎的Facebook專頁（繁體中文）
- 走鐘獎的Instagram帳戶